# Colobostoma flavipennis
Colobostoma flavipennis är en skalbaggsart som beskrevs av Macleay 1887. Colobostoma flavipennis ingår i släktet Colobostoma och familjen Melolonthidae. Inga underarter finns listade i Catalogue of Life.